# Mendidius johni
Mendidius johni är en skalbaggsart som beskrevs av Kieseritsky 1928. Mendidius johni ingår i släktet Mendidius och familjen Aphodiidae. Inga underarter finns listade i Catalogue of Life.